# Кільцева автомобільна дорога
Кільцева автомобільна дорога (також відома як Кільцева дорога, окружна дорога, петля, кільце, об’їзна дорога або орбітальна дорога) — це дорога або серія з’єднаних доріг, що оточують місто чи країну. Найпоширенішою метою кільцевої дороги є допомога у зменшенні інтенсивності руху в центрі міста, наприклад, пропонуючи альтернативний маршрут навколо міста для водіїв, яким не потрібно зупинятися в центрі міста. Кільцеві дороги також можуть служити для з’єднання передмість один з одним, дозволяючи ефективне пересування між ними.

## Номенклатура

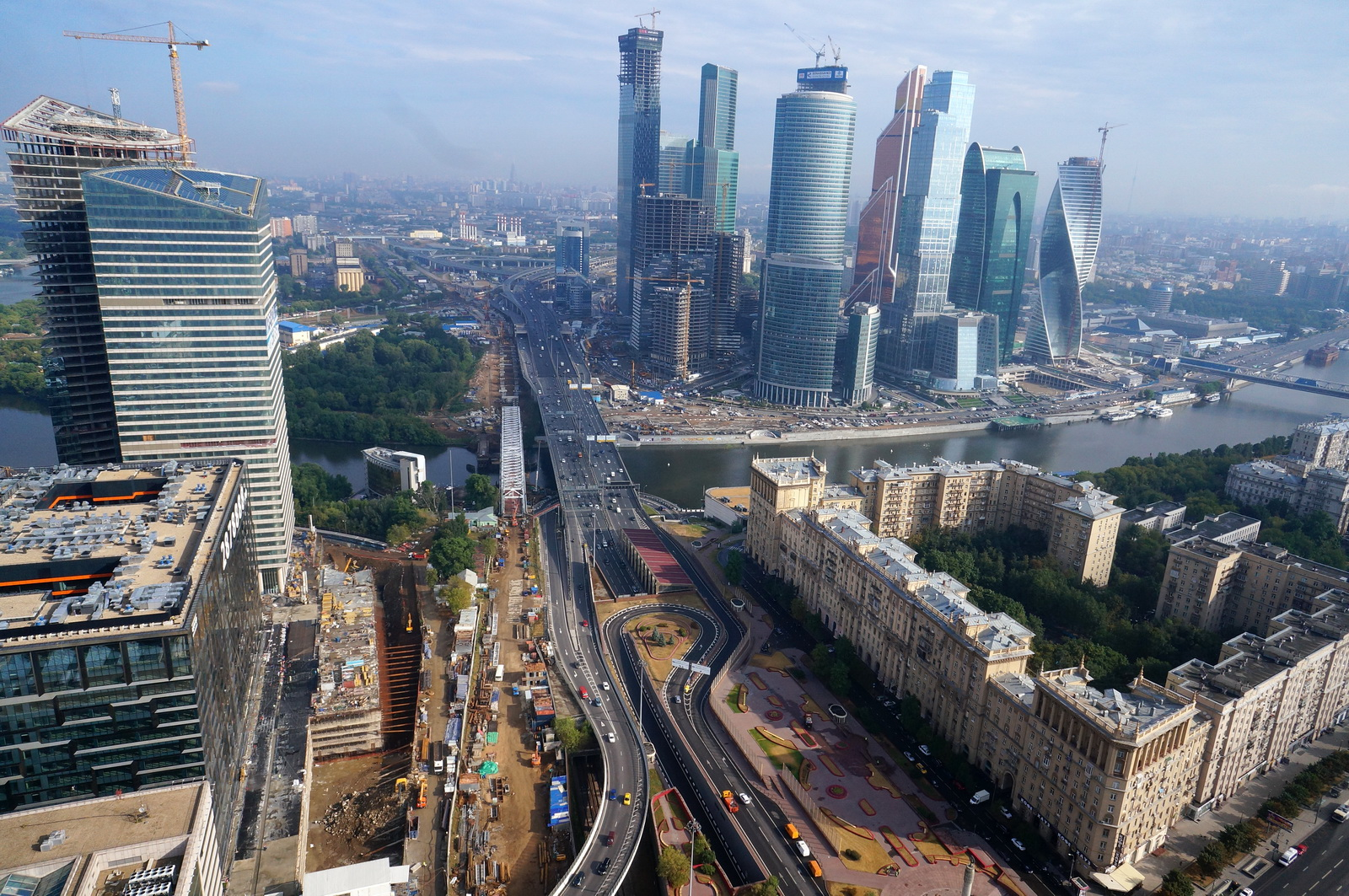
Третє кільце в районі Московського міжнародного ділового центру.

Назва «кільцева дорога» використовується для більшості міських окружних маршрутів у Європі, таких як Берлінске Кільце, Брюссельське кільце, Амстердамське кільце, Бульвар Периферік навколо Парижа та внутрішні та зовнішні кільцеві дороги Лідса. Австралія, Пакистан та Індія також використовують термін «кільцева дорога», наприклад, у Західній кільцевій дорозі Мельбурна, Лахорській кільцевій дорозі та Зовнішній кільцевій дорозі Хайдарабаду. У Канаді цей термін є найпоширенішим, також використовується термін «орбітальний», але значно меншою мірою.
У Європі та Австралії деякі кільцеві дороги, особливо довші стандартні автомагістралі, відомі як «орбітальні автостради». Прикладами є Лондонська орбітальна (загалом відома як M25; 188 км), Сіднейська орбітальна мережа (110 км) і Римська орбітальна станція (68 км).
У Сполучених Штатах багато кільцевих доріг називаються кільцевими лініями, кільцевими дорогами або петлями, як-от Столична кільцева дорога навколо Вашингтона, округ Колумбія. Деякі кільцеві дороги, як-от Столична кільцева дорога Вашингтона, використовують термінологію «Внутрішня петля» та «Зовнішня петля» для напрямків подорожі, оскільки напрямки світу (компас) не можуть бути підписані рівномірно навколо всієї петлі. Термін «кільцева дорога» іноді – і неточно – використовується як синоніми з терміном «об’їзд».

## Передумови

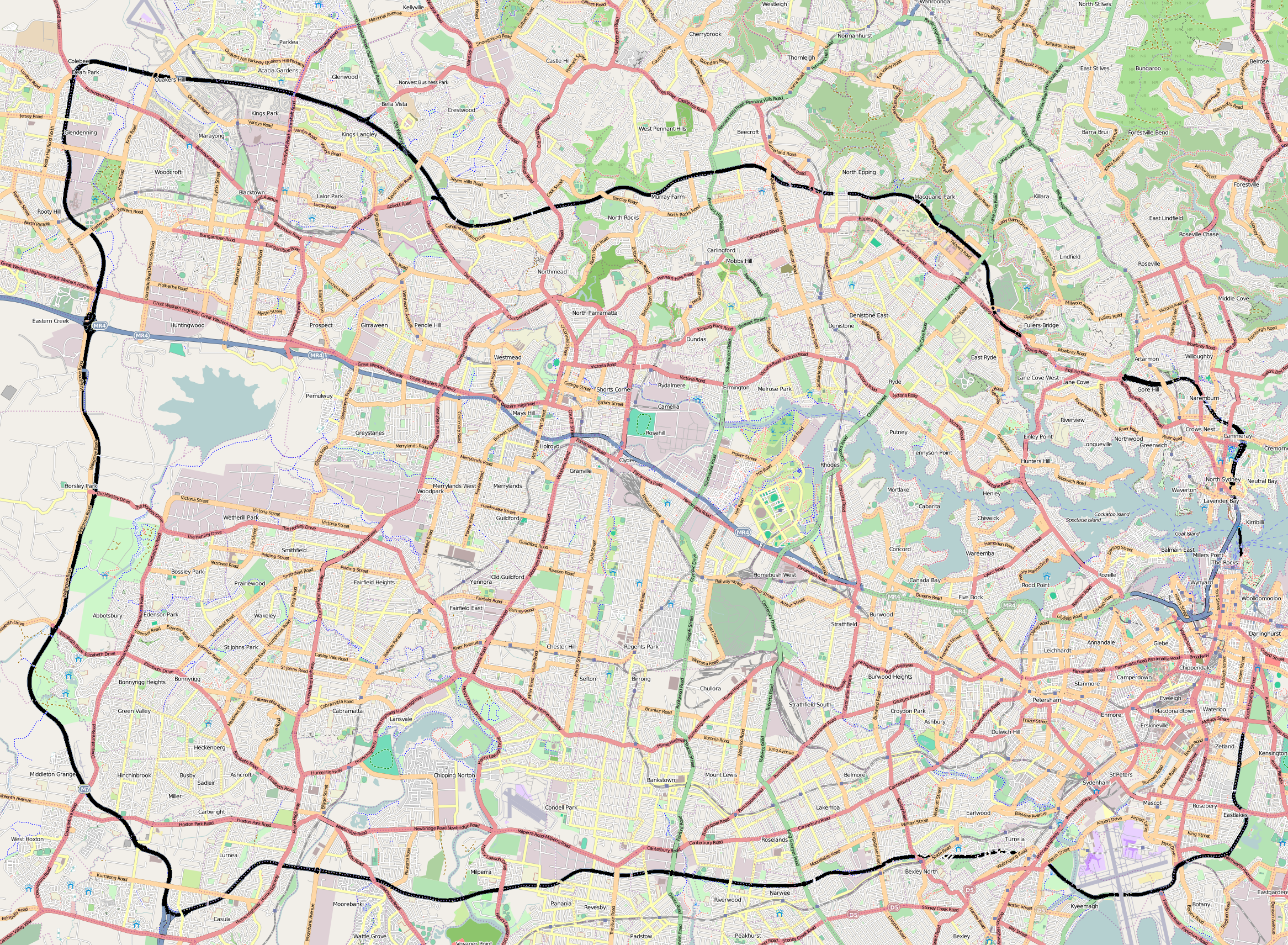
Сіднейська орбітальна мережа, Новий Південний Уельс, Австралія

Об’їзні дороги навколо багатьох великих і малих міст були побудовані в багатьох районах, коли багато старих доріг було оновлено до чотирисмугового статусу в 1930-1950-х роках, як-от ті, що вздовж Старої національної дороги (зараз зазвичай US 40 або Interstate 70) у Сполучених Штатах, залишаючи стару дорогу на місці, щоб обслуговувати місто, але дозволяючи мандрівникам продовжувати ширший, швидший і безпечніший маршрут.
Будівництво повністю окружних кільцевих доріг, як правило, відбувалося нещодавно, починаючи з 1960-х років у багатьох регіонах, коли була спроектована система міжштатних автомагістралей США та дороги подібної якості в інших місцях. Зараз навколо багатьох міст і столичних районів побудовано кільцеві дороги, включаючи міста з кількома кільцевими дорогами, кільцевими дорогами неправильної форми та кільцевими дорогами, що складаються з різних інших доріг великої відстані.
У Лондоні є три кільцеві дороги (автомагістраль M25, Північна та Південна кільцеві дороги та Внутрішня кільцева дорога). Бірмінгем також має три кільцеві дороги, які складаються з Birmingham Box; A4540, широко відомий як Middleway; і A4040, зовнішня кільцева дорога. Колись у Бірмінгемі була четверта кільцева дорога, A4400. Це було частково знесено та знижено для покращення транспортного потоку в місті. Інші британські міста мають два: (Лідс, Шеффілд, Норвіч і Глазго). Колумбус, штат Огайо, і Сан-Антоніо, штат Техас, у Сполучених Штатах, також мають по дві, а в Х’юстоні, штат Техас, буде три офіційні кільцеві дороги (не враховуючи кільцевої дороги в центрі міста). Деякі міста мають набагато більше – У Пекіні, наприклад, є шість кільцевих доріг, просто пронумерованих у порядку зростання від центру міста (пропускаючи номер 1), тоді як у Москві є п’ять, три внутрішні (Центральні площі Москви, Бульварне кільце та Садове кільце), що відповідають концентричним лініям. фортифікацій навколо стародавнього міста, і два крайніх (МКАД і Третє кільце), побудованих у XX столітті, хоча, як не дивно, Третє кільце було побудовано останнім.
Географічні обмеження можуть ускладнити будівництво повної кільцевої дороги. Наприклад, Балтіморська кільцева дорога в Меріленді перетинає Балтиморську гавань на високому арочному мосту, а більша частина частково завершеної Стокгольмської кільцевої дороги в Швеції проходить через тунелі або через довгі мости. У деяких містах на морських узбережжях або поблизу скелястих гір не може бути повної кільцевої дороги. Прикладами таких часткових кільцевих доріг є кільцева дорога Дубліна; і, в США, Міждержавна автомагістраль 287, переважно в Нью-Джерсі (в обхід Нью-Йорка), і Міждержавна автомагістраль 495 навколо Бостона, жодна з яких повністю не огинає ці морські портові міста.
В інших випадках суміжні міжнародні кордони можуть перешкодити добудові кільцевої дороги. Будівництво справжньої кільцевої дороги навколо Детройта фактично заблоковано його розташуванням на кордоні з Канадою; Хоча будівництво маршруту переважно або повністю поза межами міста є технічно здійсненним, справжнє кільце навколо Детройта обов’язково проходило б через Канаду, тому Міждержавні 275 і Міждержавні 696 разом оминають місто, але не оточують його. Іноді наявність значних природних або історичних зон обмежує варіанти маршруту, як-от давно запропонована Зовнішня кільцева дорога навколо Вашингтона, округ Колумбія, де варіанти нового переходу через річку Потомак на заході обмежені майже безперервним коридором інтенсивно відвідуваних мальовничих, природних, та історичні ландшафти в ущелині річки Потомак і прилеглих районах.
Посилаючись на дорогу, що оточує столицю, термін «кільцева дорога» також може мати політичний відтінок, як в американському терміні «Всередині кільцевої дороги», що метонімічно походить від Capital Beltway, що оточує Вашингтон, округ Колумбія.

## Вплив
Кільцеві дороги критикують за те, що вони викликають попит, що призводить до збільшення кількості автомобільних поїздок і, таким чином, до підвищення рівня забруднення. Створюючи легкий доступ на автомобілі до великих ділянок землі, вони також можуть виступати каталізатором розвитку, що призводить до розростання міст і планування, орієнтованого на автомобілі. Кільцеві дороги також критикували за те, що вони роз’єднують громади та ускладнюють навігацію для пішоходів і велосипедистів.

## Приклади

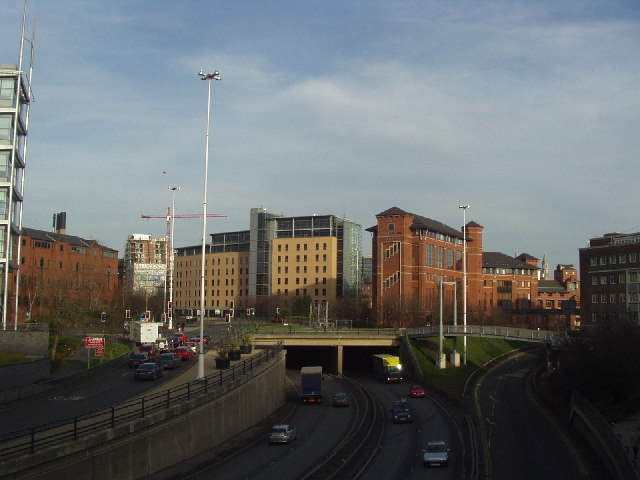
Внутрішня кільцева дорога Лідса в Англії була побудована у вигляді серії тунелів, щоб заощадити простір і уникнути фізичного відокремлення центру міста від передмість.

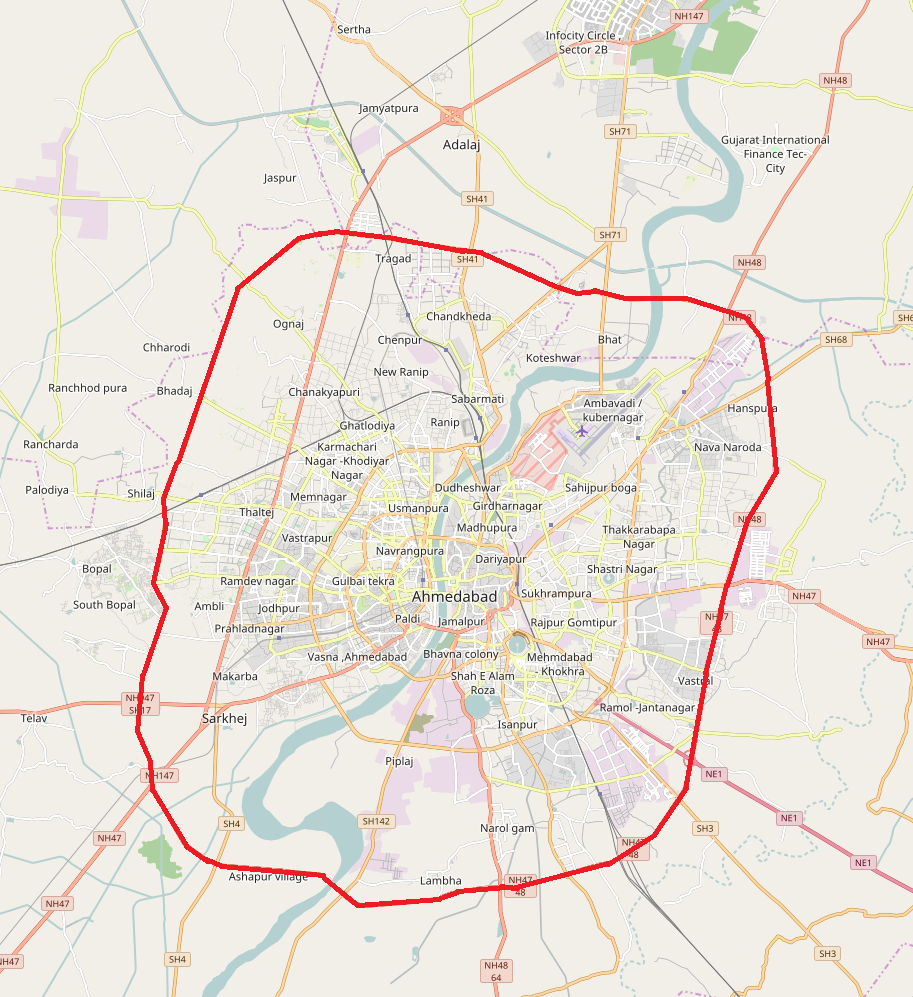
Кільцева дорога Сардар Пателя, Ахмедабад

Більшість орбітальних автомагістралей (або кільцевих доріг) — це спеціально побудовані магістралі навколо міста чи міста, як правило, без сигналів або дорожніх чи залізничних переїздів. У Сполучених Штатах кільцеві дороги зазвичай є частиною міжштатної системи автомобільних доріг. Подібні дороги у Великій Британії часто називають «орбітальними автострадами». Хоча терміни «кільцева дорога» та «кільцева автомагістраль» іноді використовуються як синоніми, «кільцева дорога» часто вказує на окружний маршрут, утворений з однієї або кількох існуючих доріг у межах міста чи селища, причому стандарт дороги є чимось іншим, ніж звичайне місто. вулиці до рівня автостради. Чудовим прикладом цього є лондонські Північні кільцеві/Південні кільцеві дороги, які в основному складаються зі звичайних міських вулиць (переважно перевантажених).
У деяких випадках окружний маршрут утворюється шляхом поєднання великої наскрізної магістралі та кільцевого маршруту подібної якості, який тягнеться від головної дороги, а потім знову з’єднується з тією самою магістраллю. Такі петлі не тільки функціонують як об’їзна дорога для наскрізного руху, але й обслуговують віддалені передмістя. У Сполучених Штатах автомагістраль між штатами зазвичай позначається тризначним числом, яке починається з парної цифри перед двозначним номером головної автомагістралі. Міждержавні відгалуження, з іншого боку, зазвичай мають тризначні номери, що починаються з непарної цифри.

### Україна
Вели́ка Окружна́ доро́га — автомобільна магістраль в Київі, кільцева автомобільна дорога, що проходить західним кордоном міста, більшою частиною поза межами міської забудови. Об'єднує Дніпропетровський, Одеський, Житомирський та Гостомельський напрямки.

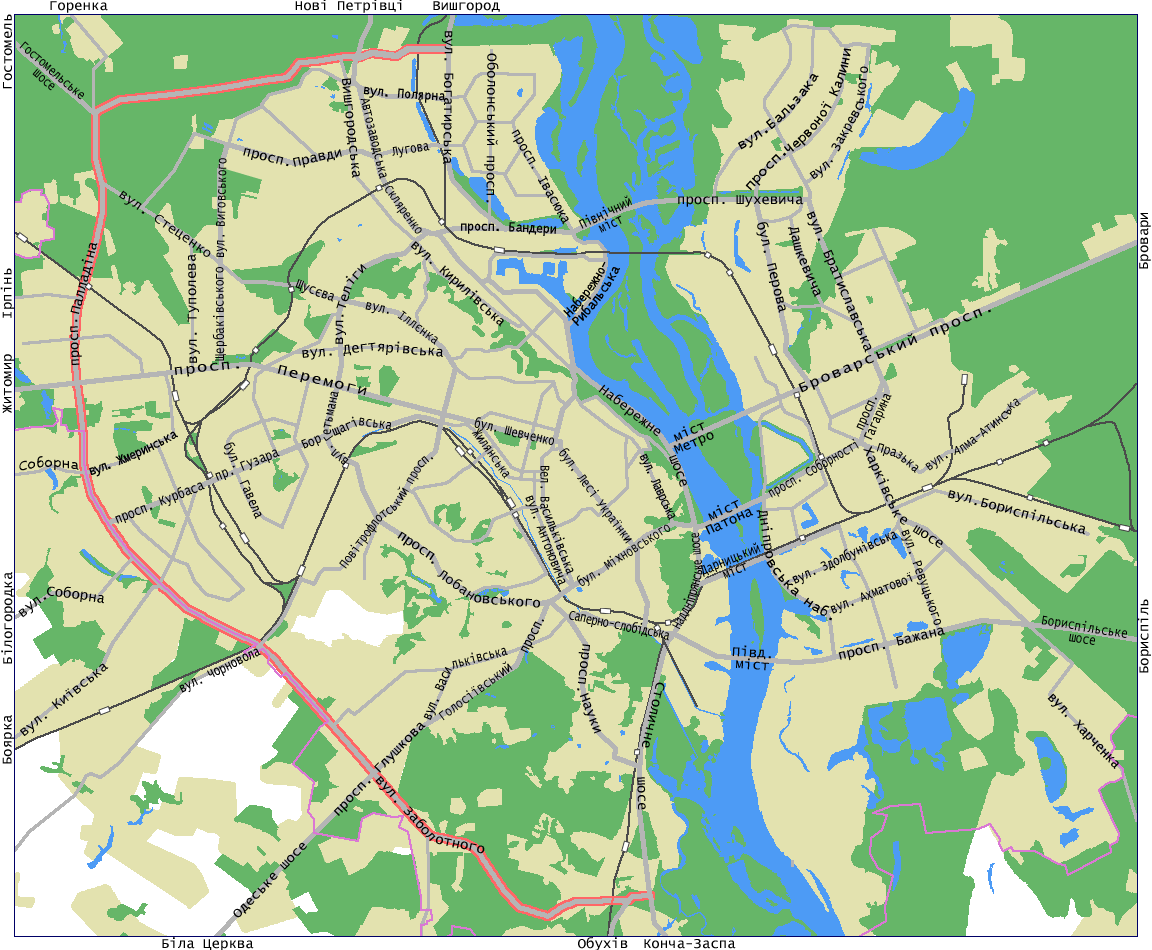
Велика Окружна дорога

Планується подальше будівництво та продовження огинання Києва до Великої кільцевої автомобільної дороги протяжністю 149,8 кілометрів.

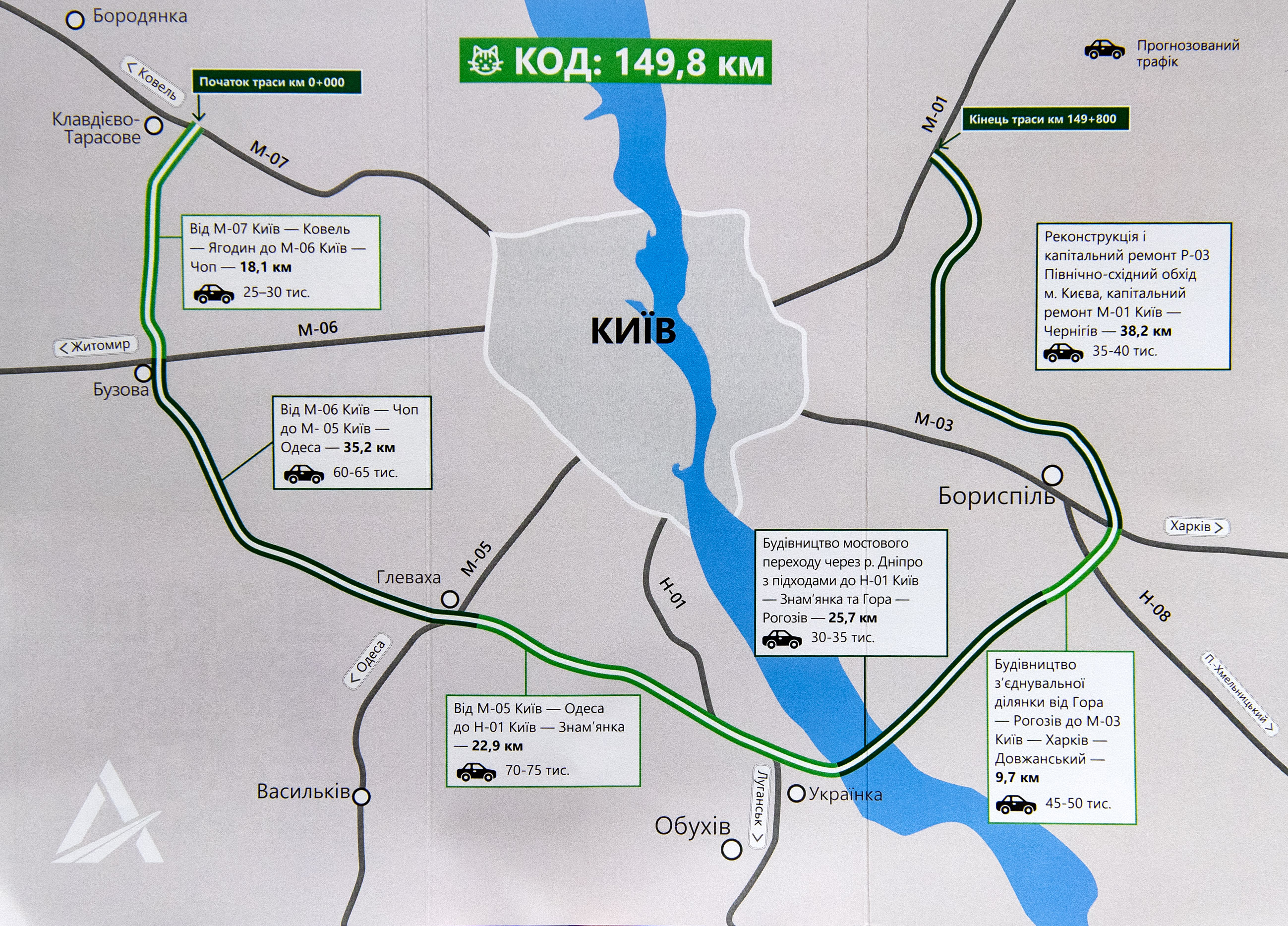
Проєкт обхідної дороги навколо Києва

### Сполучені Штати

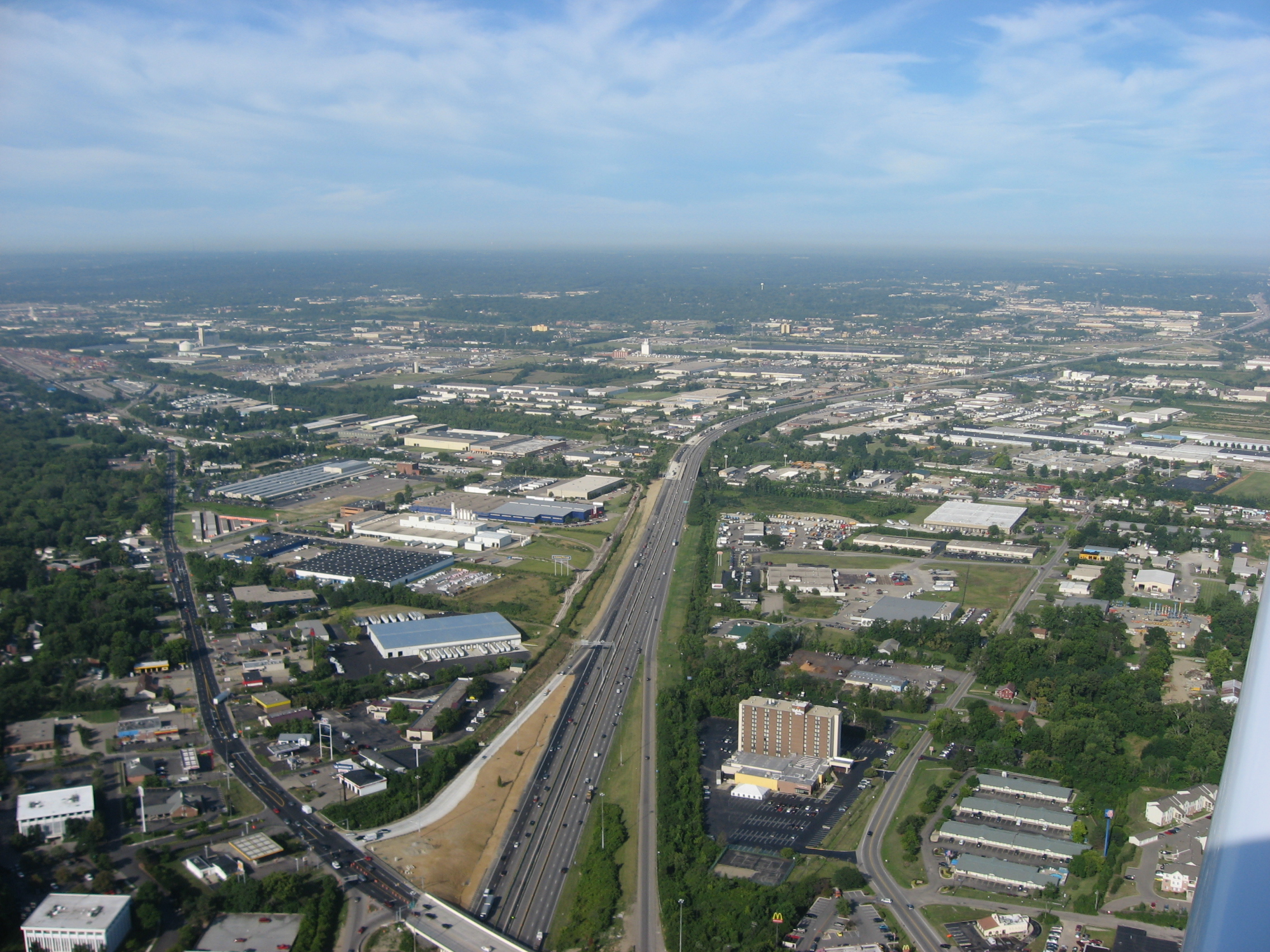
I-275, що проходить через Шеронвіль (передмістя Цинциннаті, Огайо)

Окружні магістралі є помітними об’єктами в багатьох великих містах Сполучених Штатів або поблизу них. У багатьох випадках, як-от Міждержавна автомагістраль 285 в Атланті, штат Джорджія, окружні магістралі служать об’їзною дорогою, тоді як інші магістралі проходять безпосередньо через центр міста. В інших випадках основна автомагістраль між штатами проходить навколо міста з одного боку, а сполучна петля між штатами обходить місто з іншого боку, разом утворюючи окружний маршрут, як-от I-93 та I-495 у районі Лоуренса, Массачусетс. Однак, якщо основна автомагістраль між штатами проходить через місто, а кільце обходить його лише з одного боку (як у районі Вілмінгтона, Делавер), повністю окружний маршрут не передбачено. У межах міст кільцеві дороги іноді мають місцеві прізвиська; до них належать Міждержавна автомагістраль 495 у Вашингтоні («Capital Beltway»), Міждержавна автомагістраль 270 у Колумбусі, Огайо («Зовнішній пояс») та Міждержавна автомагістраль 285 в Атланті («Периметр»).
Нумерація маршрутів є складною, коли наскрізне шосе та об’їзна дорога разом утворюють кільцеву дорогу. Оскільки жодна з залучених магістралей сама по собі не є окружною, потрібні або подвійні знаки, або два (чи більше) номери маршрутів. Історія вивісок на Capital Beltway навколо Вашингтона, округ Колумбія, тут є повчальною. Міждержавна автомагістраль 95, головна наскрізна автомагістраль уздовж східного узбережжя США, спочатку планувалася як маршрут, що пролягатиме через місто, а Кільцева дорога оточує місто як I-495. Частину I-95, що в’їжджає до міста з півдня, незабаром було завершено (і таким чином підписано), насамперед шляхом адаптації існуючої великої магістралі, але заплановане розширення I-95 через житлові райони на північ до Кільцевої дороги було довго відкладено, і врешті-решт покинуто, залишивши східну частину Кільцевої дороги найкращим міжштатним маршрутом для наскрізного руху.
- Атланта, Джорджія — Міждержавна траса 285
- Афіни, Джорджія – петля 10 траси штату Джорджія/периметр Афін
- Огаста, Джорджія / Північна Огаста, Південна Кароліна — Міждержавна автомагістраль 520 та Міждержавна автомагістраль 20
- Балтімор — Міждержавна автомагістраль 695, включаючи міст Френсіса Скотта Кі
- Бостон — Маршрут 128 / Міждержавна автомагістраль 95 і Міждержавна автомагістраль 93 / US Route 1 утворюють внутрішню кільцеву дорогу, а Міждержавна автомагістраль 495 утворює зовнішню кільцеву дорогу
- Бірмінгем, Алабама — міждержавна автомагістраль 459 і планована/ будівна автомагістраль 422
- Шарлотт, Північна Кароліна — Міждержавна автомагістраль 485 та Міждержавна автомагістраль 277
- Чикаго — Міждержавна траса 294
- Цинциннаті — Міждержавна траса 275
- Клівленд — міжштатні 271 і 480
- Колумбія, Південна Кароліна — Міждержавна автомагістраль 26, Міждержавна автомагістраль 77 та Міждержавна автомагістраль 20
- Колумбус, Огайо — Міждержавна траса 270
- Dallas — Downtown Circulator, Interstate 20 / Interstate 635 / Loop 12 і магістраль президента Джорджа Буша
- Денвер — (частково) міждержавна автомагістраль 70, шосе штату Колорадо 470 та E-470
- Де-Мойн, Айова – Міждержавна автомагістраль 35 / Міждержавна автомагістраль 80, US Route 69, Айова-шосе 5
- Детройт — Міждержавні 275 і 696
- Дотан, Алабама − Ross Clark Circle; US Route 231, US Route 431, US Route 84 і Alabama State Route 210
- Ель-Пасо, Техас – петля 375
- Форт-Вейн, штат Індіана — міжштатні 69 і 469
- Форт-Ворт, Техас — Міждержавна автомагістраль 20 / Міждержавна автомагістраль 820
- Грінсборо, Північна Кароліна — Міждержавна автомагістраль 85, Міждержавна автомагістраль 840, Міждержавна автомагістраль 73
- Острів Гаваї — Гавайський поясний шлях
- Х'юстон — Міждержавна автомагістраль 610, Кільцева дорога 8 і Гранд Парквей.
- Індіанаполіс — Міждержавна траса 465
- Джексонвілл, Флорида — Міждержавна траса 295
- Канзас-Сіті, Канзас / Канзас-Сіті, Міссурі — Міждержавна автомагістраль 435
- Лансінг, Мічиган — Міждержавна автомагістраль 96, Міждержавна автомагістраль 69, Американська траса 127 і Міждержавна автомагістраль 496
- Лас-Вегас — Міждержавна траса 215
- Лексінгтон — KY-4
- Лос-Анджелес — Міждержавна траса 405
- Луїсвілл – Міждержавна автомагістраль 264, Міждержавна автомагістраль 265
- Лаббок, Техас — петля 289
- Мемфіс, Теннессі — Міждержавна автомагістраль 240 і Міждержавна автомагістраль 40 (внутрішня кільцева дорога); Міждержавна траса 269 (зовнішня кільцева дорога)
- Міннеаполіс / Сент-Пол, Міннесота — Міждержавна автомагістраль 94, Міждержавна автомагістраль 494 та Міждержавна автомагістраль 694
- Нешвілл, штат Теннессі — Downtown Loop (Міждержавна автомагістраль 24, Міждержавна автомагістраль 40 і Міждержавна автомагістраль 65), Міждержавна автомагістраль 440 і Брайлі Парквей
- Оклахома-Сіті — Міждержавна автомагістраль 44, Міждержавна магістраль Кікапу, Міждержавна автомагістраль 40, Міждержавна автомагістраль 240, OK-152 і магістраль Джона Кілпатріка
- Нью-Йорк — Міждержавна траса 287
- Норфолк, Вірджинія / Хемптон-Роудс — Кільцева дорога Гемптон-Роудс; Міждержавні 64 і Міжштатні 664
- Філадельфія — Міждержавна автомагістраль 476, Міждержавна автомагістраль 276 і Міждержавна автомагістраль 95 навколо Філадельфії
- Філадельфія / Камден — Міждержавна автомагістраль 676 і швидкісна автострада Шуйкілл навколо Центр-Сіті та Камдена
- Філадельфія / Камден / Вілмінгтон — Міждержавна автомагістраль 95 у Пенсильванії / Делам та Міждержавна автомагістраль 295
- Фінікс, Аризона — Шлях штату Аризона 101 і Шлях штату Аризона 202
- Піттсбург — Міждержавна автомагістраль 79, магістраль Пенсільванії та система поясів округу Аллегені (усі де-факто або, у випадку останнього, переважно на наземних вулицях). Південна кільцева дорога, яка зараз будується, слугуватиме справжньою кільцевою дорогою.
- Портленд, Орегон — Міждержавна автомагістраль 405 і Міждержавна автомагістраль 205
- Ролі, Північна Кароліна — Міждержавна автомагістраль 540/Шлях штату Північна Кароліна 540 (Зовнішня петля Ралі) та Міждержавна автомагістраль 440 (Ролі Белтлайн)
- Річмонд / Петербург, Вірджинія — Міждержавна автомагістраль 295
- Сент-Луїс, Міссурі — Міждержавна автомагістраль 255 і Міждержавна автомагістраль 270
- Солт-Лейк-Сіті — Міждержавна траса 215
- San Antonio — Downtown Circulator, Interstate 410 і Loop 1604
- Сан-Дієго — Шлях штату Каліфорнія 54, Шлях штату Каліфорнія 125, Шлях штату Каліфорнія 52
- Район затоки Сан-Франциско — Міждержавна автомагістраль 280 і Міждержавна автомагістраль 680
- Скрентон, штат Пенсільванія — Міждержавна автомагістраль 81 і Міждержавна автомагістраль 476
- Толедо, Огайо — Міждержавна автомагістраль 475 (Огайо), Міждержавна автомагістраль 75, Шлях Огайо та Міждержавна автомагістраль 280

Існують інші системи кільцевих доріг супермагістралей США, які складаються з кількох маршрутів, які вимагають кількох пересадок і тому не забезпечують справжніх кільцевих маршрутів. Двома визначеними прикладами є Capital Beltway навколо Гаррісбурга, штат Пенсільванія, з використанням міжштатних автомагістралей 81, міжштатних 83 і пенсильванського маршруту 581, а також «Об’їзна дорога» навколо Саут-Бенда, штат Індіана, з використанням міжштатних автомагістралей 80, міжштатних 90, US Route 31 і Індіанської державної дороги 331.

### Канада

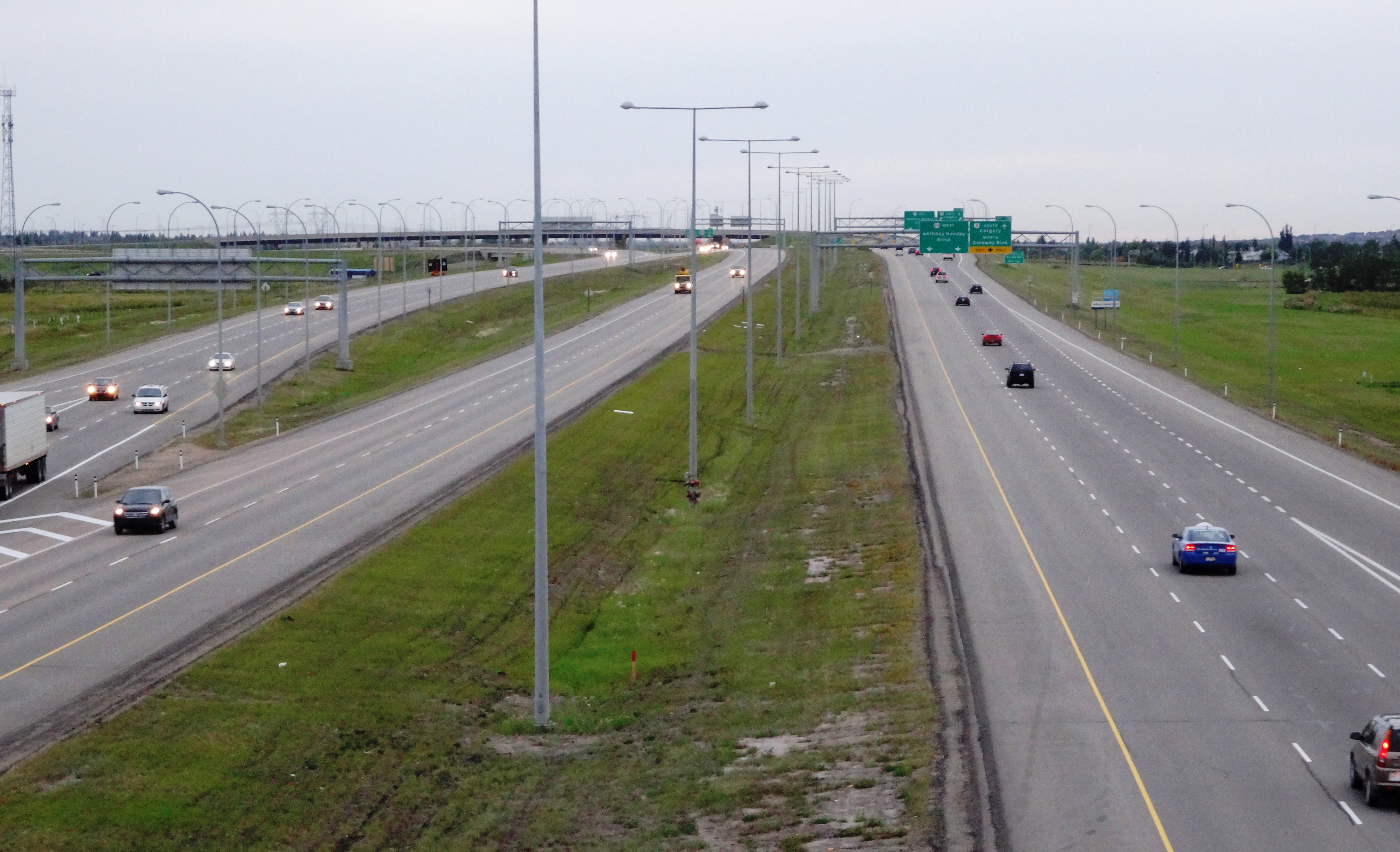
Кільцева дорога Anthony Henday Drive в Едмонтоні

Едмонтон, Альберта, має дві кільцеві дороги. Перший являє собою нещільний конгломерат чотирьох основних магістралей із середньою відстанню 6 кілометрів від центральної частини міста. Yellowhead Trail утворює північну частину, Wayne Gretzky Drive /75 Вулиця утворює східну частину, Вайтмад Драйв утворює південну та найдовшу частину, а 170 Вулиця утворює західну і найкоротшу ділянку. Вайтмад-драйв — це єдина ділянка, яка є справжнім шосе з контрольованим доступом, тоді як Йеллоухед-Трейл і Вейн-Гретцкі-драйв мають розв’язки та перехрестя, тому обидві дороги є дорогами з обмеженим доступом. 170 Вулиця та 75 Вулиці – це просто великі магістралі з лише перехрестями. Друга і більш помітна кільцева дорога називається Anthony Henday Drive; він огинає місто на середній відстані 12 кілометрів від центральної частини міста. Це автострада на всі 78 кілометрів довжини, і був побудований, щоб зменшити затори всередині міста, створив об’їзну дорогу Yellowhead Trail і покращив рух товарів і послуг через Едмонтон і прилеглі території. Її було завершено в жовтні 2016 року як першу безкоштовну кільцеву дорогу в Канаді.
Stoney Trail — це кільцева дорога, яка огинає більшу частину Калгарі, Альберта. Зараз триває будівництво західної частини автостради.
Вінніпег, Манітоба, має кільцеву дорогу, яка називається Perimeter Highway. Він позначений як Манітобське шосе 101 на півночі, північному заході та сході та як Манітобське шосе 100 на півдні та південно-заході. Більша частина це чотирисмугова розділена швидкісна дорога. Тут є друга кільцева дорога, яку планували з 1950-х років і ще не завершили, яка називається Приміська кільцева дорога. Він складається з кількох доріг — бульвару Лажімодьєр, бульвару Єпископа Грандіна, мосту Форт Гаррі, мосту Морей, паркуї Вільяма Р. Клемента, стежки Чіфа Пегі та мосту Кілдонан.
У Саскатуні, Саскачеван, є кільцева дорога під назвою Circle Drive. Вона позначається як Саскачеванське шосе 16 на сході та півночі, і як Саскачеванське шосе 11 на півдні, і просто як Circle Drive на заході.
Реджайна, Саскачеван, має часткову кільцеву дорогу, яка називається Ring Road ; однак, у зв’язку з розвитком міста з моменту будівництва дороги, вона більше не функціонує як справжня кільцева дорога, а натомість частково використовується для місцевого магістрального руху. Замість неї з’явилася нова часткова кільцева дорога Регіни.
У Гамільтоні, Онтаріо, є Лінкольн М. Олександр Парквей, шосе 403 і Ред Хілл Веллі Парквей, які утворюють кільце з трьох сторін.
Садбері, Онтаріо, має часткову кільцеву дорогу, що складається з південно- західного та південно-східного об’їзних сегментів шосе 17 та північно-західного об’їзного сегмента шосе 144.

### Європа

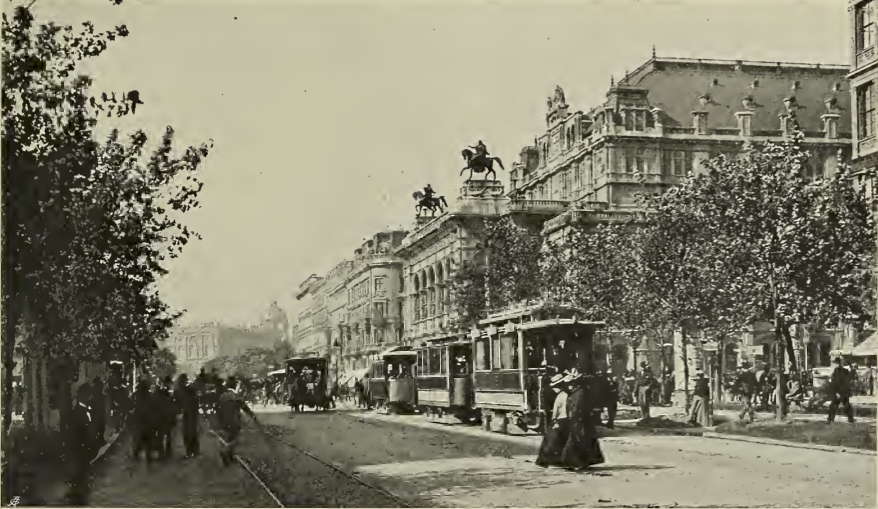
Кільцева дорога Відня з оперним театром, 1905 рік

Більшість великих міст Європи обслуговує кільцева дорога, яка огинає внутрішнє ядро їхніх столичних районів або зовнішні кордони власне міста, або обидва. У великих транзитних вузлах, таких як регіон Іль-де-Франс, що оточує Париж, і Франкфурт, головні національні магістралі збігаються за межами міста, перш ніж сформувати один із кількох маршрутів міської мережі доріг, що оточують місто. На відміну від Сполучених Штатів, нумерація маршрутів не є проблемою на європейських кільцевих дорогах, оскільки маршрути зливаються, утворюючи єдину призначену дорогу. Однак доступ до виїзду та розв’язки доріг може бути складним через складність інших маршрутів, що відходять від кільцевої дороги або до неї.
Однією з найвідоміших кільцевих доріг є Віденська кільцева дорога (Ringstraße), грандіозний бульвар, побудований у середині 19 століття та заповнений репрезентативними будівлями. Завдяки своїй унікальній архітектурній красі та історії його також називають «Володарем кільцевих доріг» і оголошено ЮНЕСКО частиною Всесвітньої спадщини Відня.
Основні міста Європи, які обслуговуються кільцевою дорогою або системою кільцевих доріг:
- Амстердам – A10 motorway
- Антверпен – R1
- Афіни – Аттікі-Одос (Motorway A6)
- Барселона – Ronda de Dalt and Ronda Litoral (inner city), B30 and B40 (metropolitan region)
- Белград – Belgrade bypass
- Берлін – Автобан A100 (inner city), Bundesautobahn 111 (city proper), Автобан A10 (inner metropolitan region)
- Бірмінгем – A4400 (Birmingham Queensway); A4540 (Birmingham Middleway); A4040 (Birmingham Outer Circle)
- Болонья – Tangenziale di Bologna (periphery half-ring road) and Viali di Circonvallazione (full and inner ring road: around the city center)
- Братислава - D4 motorway (Bratislavsky okruch)
- Брюссель – Petite ceinture (inner city), R22 (outer districts), Brussels Ring (city proper)
- Бухарест – Centura București
- Будапешт – M0
- Кан – Périphérique
- Катанія – Tangenziale di Catania
- Шарлеруа – R9 (inner city), R3 (inner metropolitan region)
- Кельн – Cologne Ring (inner city), Cologne Beltway (metropolitan region)
- Копенгаген – Ring 2, Ring 3, Ring 4, Motorring 3 and Motorring 4
- Дублін – M50 motorway
- Франкфурт-на-Майні – Автобан A66 and Bundesautobahn 661 (city proper), Frankfurter Kreuz system (inner metropolitan region)
- Гент - R4
- Глазго – Glasgow Inner Ring Road (inner city)
- Гамбург – Inner Ring (inner city)
- Гельсінкі – Кільцева автодорога І, Кільцева автодорога III
- Гернінг – Messemotorvejen, Messemotorvejens forlængelse, Sindingvej, Midtjyske Motorvej
- Київ - Вели́ка Окружна́ доро́га, Велика кільцева автомобільна дорога навколо Києва (планується)
- Кошиці - Ring road 1 (MO 1) Ring road 2 (MO 2)I/16 and I/20
- Лідс - Leeds Inner Ring Road (inner city), Leeds Outer Ring Road (suburbs)
- Лондон – London Inner Ring Road (inner city), North Circular Road and South Circular Road (inner suburbs), Автомагістраль М25 (metropolitan region)
- Лісабон – 2ª Circular (Inner City), IC17-CRIL (City Proper), IC18/A9-CREL (Metropolitan Region)
- Ліон – Автомагістраль А7 and A46 autoroute (city proper)
- Любляна – Ljubljana Ring Road
- Мадрид – M-30 (inner city), M-40 (inner metropolitan region), M-50 (outer metropolitan region, incomplete)
- Манчестер – Manchester Inner Ring Road (inner city), M60 motorway (metropolitan region)
- Мілан – A4 motorway, A50 (West), A51 (East), A52 (North) and A58 (Outer Eastern) bypass roads, Circolare Esterna (periphery ring road), Circonvallazione (ring road around the centre), Cerchia Interna (ring road in the city centre)
- Мінськ – M9
- Москва – Бульварне кільце, Садове кільце, Третє транспортне кільце, Московська кільцева автомобільна дорога (opened in 1961)
- Мюнхен – Altstadtring (inner city), Bundesautobahn 99 (inner metropolitan region)
- Неаполь – Tangenziale di Napoli
- Осло – Ring 1, Ring 2 and Ring 3
- Оксфорд – Oxford Ring Road
- Париж – Бульвар Периферік (city proper), A86 autoroute (inner metropolitan region), Франсільєн (tertiary ring road), Grand contournement de Paris (metropolitan region)
- Падуя – GRAP
- Пальма – Ma-20 (Vía de Cintura)
- Прага – outer - D0 and inner Městský okruh
- Познань – outer ring: expressway S11, Автомагістраль A2 (concurrent with S5 and S11), Швидкісна дорога S5; inner rings: 1st – partially completed, 2nd – completed, partially concurrent with national road 92 and voivodeship roads 196 and 433, 3rd – planned
- Ренн – Ренн (city proper)
- Рим – Grande Raccordo Anulare
- Софія – Sofia Ring Road
- Санкт-Петербург – Saint Petersburg Ring Road
- Тампере – Tampere Ring Road
- Салоніки – Thessaloniki Inner Ring Road
- Венеція – Tangenziale di Venezia
- Відень – Vienna Ring Road (inner city), Vienna Beltway (outer districts)
- Віго – VG-20 (Vigo Ring Road)
- Варшава – Expressway S2, Expressway S7, Expressway S8, Expressway S17 (planned stretch)
- Вроцлав - Outer ring: Autostrada A4, Autostrada A8, Expressway S8, (in construction). Inner ring: National road 5,
- Загреб – Загребська об'їзна дорога
- Жиліна - I/60 Mestky okruch

### Азіатсько-Тихоокеанський регіон

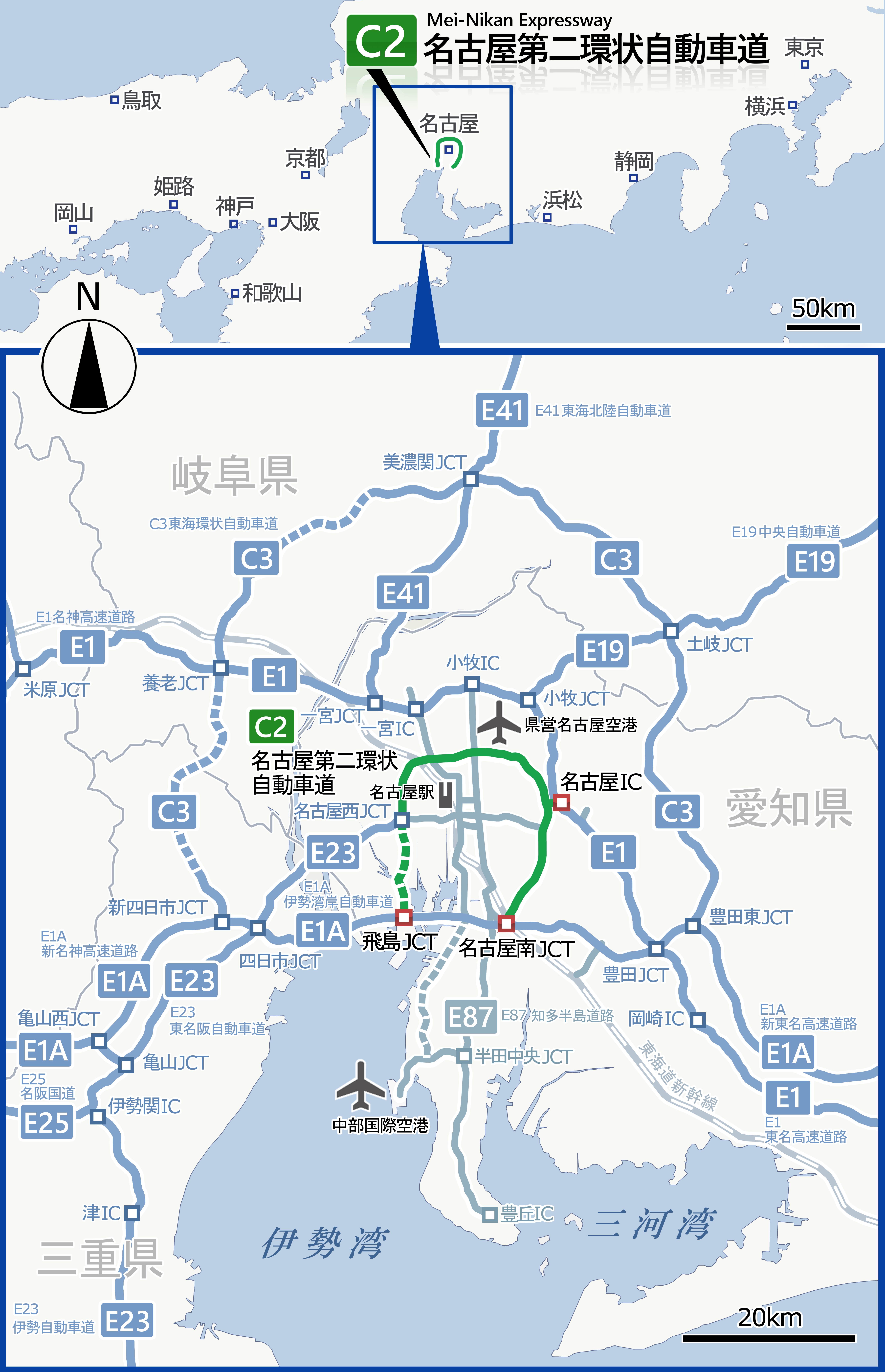
Столична область Chūkyō （Нагоя）

Основні міста, які обслуговуються кільцевою дорогою або системою кільцевих доріг:
- Австралія: Сідней (Сіднейська орбітальна мережа), Канберра, Брісбен, Перт і Мельбурн мають кільцеві дороги.
- Афганістан, Кільцева дорога, дорога довжиною 2200 км, що проходить всередині країни та з’єднує більшість великих міст Афганістану, таких як Кабул, Газні, Кандагар, Герат і Мазарі-Шаріф.
- Ахмедабад, Індія - кільцева дорога Сардар Патель
- Анкара, Туреччина - Otoyol 20
- Бангкок, Таїланд - Ratchadaphisek Road (внутрішня кільцева дорога) і Kanchanaphisek Road (зовнішня кільцева дорога)
- Пекін, Китай - шість кільцевих доріг, що оточують місто.
- Бенгалуру, Індія - внутрішня кільцева дорога та зовнішня кільцева дорога
- Крайстчерч, Нова Зеландія. Кільцева дорога Крайстчерча включає частини державних магістралей 1, 74 і 76. «Чотири авеню» (Білі-авеню, Фіцджеральд-авеню, Мурхаус-авеню та Дін-авеню) служать внутрішнім кільцем навколо центральної частини міста.
- Делі, Індія - Внутрішня кільцева дорога, Делі та Зовнішня кільцева дорога, Делі
- Ербіль, Ірак – Чотири кільцеві дороги, що проходять через/навколо міста.
- Фукуока, Японія - Фукуока Expressway Circular Route
- Джорджтаун, Малайзія - Внутрішня кільцева дорога Джорджтауна, Середня кільцева дорога Пенанга
- Острів Гаваї, Гаваї - Гавайський поясний шлях
- Гонконг, Гонконг - Маршрут 9 (Кільцева дорога нових територій)
- Хайдарабад, Індія - Зовнішня кільцева дорога, Хайдарабад
- Джакарта, Індонезія - Внутрішня кільцева дорога Джакарти, Зовнішня кільцева дорога Джакарти, Зовнішня кільцева дорога Джакарти 2
- Катманду, Непал - кільцева дорога Катманду
- Куала-Лумпур, Малайзія - Внутрішня кільцева дорога Куала-Лумпура, Середня кільцева дорога Куала-Лумпура 1, Середня кільцева дорога Куала-Лумпура 2, Зовнішня кільцева дорога Куала-Лумпура
- Лахор, Пакистан - Лахорська кільцева дорога
- Маніла, Філіппіни - EDSA, Circumferential Road 5
- Медіна, Саудівська Аравія - дорога короля Фейсала (1-ша кільцева дорога) і дорога короля Абдалли (2-а кільцева дорога)
- Нагоя, Японія - швидкісна автомагістраль внутрішнього кільця C1, швидкісна автомагістраль другого кільця C2, швидкісна автомагістраль третього кільця C3, національний шлях Японії 302, муніципальна дорога Нагоя Внутрішнє кільце Нагоя
- Осака, Японія - круговий маршрут
- Пешавар, Пакистан - Пешаварська кільцева дорога
- Ер- Ріяд, Саудівська Аравія - кільцева дорога Ер-Ріяда
- Сендай, Японія - Гурутто Сендай
- Сеул, Південна Корея - Сеульська кільцева автострада
- Шанхай, Китай - Внутрішня кільцева дорога, Середня кільцева дорога, Зовнішня кільцева автомагістраль S20, Шанхайська кільцева автомагістраль G1501
- Сінгапур, Сінгапур - система зовнішніх кільцевих доріг
- Тяньцзінь, Китай - внутрішня, середня та зовнішня кільцеві дороги
- Токіо, Японія - C1 Inner Circular Expressway, C2 Central Circular Expressway, C3 Gaikan Expressway, C4 Ken-Ō Expressway, CA Tokyo Bay Aqua-Line / B Bayshore Route, Yokohama Ring Expressway, Japan National Route 16, Japan National Route 298, Japan Національна траса 357, Японська національна дорога 468
- Ханой, В'єтнам - Ringway 3

### Африка
- Аддіс-Абеба, Ефіопія - кільцева дорога Аддіс-Абеби
- Блумфонтейн, Південна Африка - кільцева дорога Блумфонтейн
- Каїр, Єгипет - Кільцева дорога (Каїр)
- Дурбан, Південна Африка - Зовнішня кільцева дорога Дурбану
- Йоганнесбург, Південна Африка - кільцева дорога Йоганнесбурга
- Найробі, Кенія - Кільцева дорога, місто Кісуму, Кільцева дорога Кенія
- Полокване, Південна Африка - кільцева дорога Полокване
- Преторія, Південна Африка - кільцева дорога Преторії